# Widłonogi
Widłonogi (Copepoda) – drobne, z reguły planktonowe, morskie i słodkowodne skorupiaki. Zasiedlają wszystkie oceany i kontynenty łącznie z Antarktydą. 

## Występowanie
Występują wszędzie tam, gdzie jest woda, nawet w wilgotnym mchu, pod korą dolnych części pni drzew tropikalnych, w wilgotnym piasku plaż morskich. 

## Charakterystyka
Część widłonogów prowadzi pasożytniczy tryb życia, pasożytując na jamochłonach, pierścienicach, skorupiakach, mięczakach, szkarłupniach, rybach. Ciało jest zbudowane ze stałej liczby 16 segmentów (5 głowowych, 6 tułowiowych i 5 odwłokowych). Rozmiar ich ciała zawiera się w zakresie od 0,5 mm do 20 cm, jednak typowi przedstawiciele tej podgromady mają zwykle rozmiar ciała zawierający się w zakresie 0,5 do 2 mm. Pływają za pomocą silnie rozwiniętej pierwszej pary czułków. Ciało ich zawiera żółte kropelki zapasowego tłuszczu (glikolipidy) oraz wiele witamin. Przeważnie są przezroczyste. W morzach stanowią około 9/10 planktonu. Są też głównym składnikiem pokarmu dla śledzi i narybku wątłuszowego (Gadidae). Również gatunki słodkowodne odgrywają pewną rolę jako pokarm dla ryb. Wolno żyjące oraz pasożytnicze widłonogi są rozdzielnopłciowe. Jaja u wielu widłonogów składane są do worków lęgowych znajdujących się po bokach odwłoka.
Widłonogi stanowią dużą grupę składającą się obecnie z 9 rzędów, około 220 rodzin i ponad 13 000 gatunków, co czyni je najliczniejszą gromadą wśród skorupiaków niższych.

## Podział
Podgromada widłonogi dzieli się na następujące rzędy:

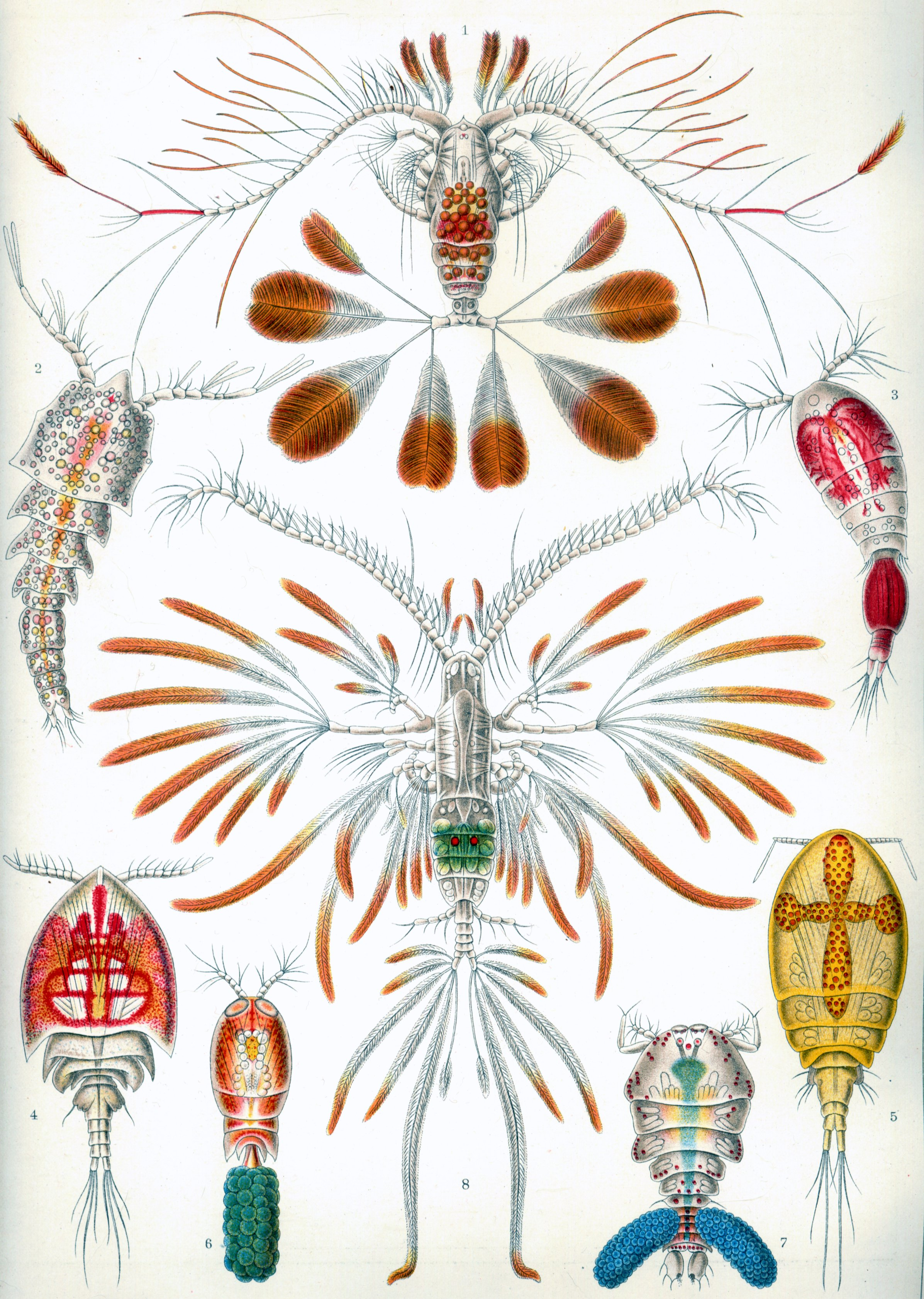
Widłonogi według Ernsta Hackela Kunstformen der Natur

- Platycopioida – zawiera około 12 gatunków
- Calanoida – zawiera 42 rodziny, ten rząd składa się głównie z widłonogów morskich wchodzących w skład planktonu.
- Misophrioida – zawiera około 32 gatunków.
- Mormonilloida – zawiera 2 gatunki w jednej rodzinie i są to widłonogi żyjące w morzu na dużych głębokościach.
- Harpacticoida – duży rząd zawierający 52 rodziny. W skład tego rzędu wchodzą widłonogi stanowiące składnik planktonu morskiego, jak również widłonogi prowadzące pasożytniczy tryb życia.
- Gelyelloida – ten rząd zawiera tylko 2 gatunki w jednej rodzinie.
- Cyclopoida – duża i zróżnicowana grupa składająca się z 83 rodzin. Występują tu widłonogi prezentujące szeroki zakres sposobów życia, od form planktonowych po pasożytnictwo. Należy tutaj rodzina Ergasilidae, której przedstawiciele pasożytują w skrzelach ryb. Najbardziej znanym jej przedstawicielem jest raczek skrzelowy bardzo rozpowszechniony pasożyt ryb, powoduje u nich chorobę pasożytniczą ergasilozę.
- Siphonostomatoida – składa się z 37 rodzin
- Monstrilloida – składa się z 1 rodziny zawierającej około 80 gatunków będących morskim planktonem i pasożytami.

## Budowa
Ze względu na różnorodność gatunkową, gromadę tę cechuje duże zróżnicowanie morfologiczne. Łączy je jednak stała liczba segmentów ciała, brak karapaksu, występowanie na końcu odwłoka charakterystycznych widełek (skąd nazwa gromady), noszenie przez samice jaj przyklejonych do ciała.

## Rozwój
Ze złożonych przez samice jaj wykluwają się larwy. Przechodzą one 10-11 linień. Pierwsze stadia larwalne to naupliusy lub metanaupliusy (5-6 linień). Kolejne stadia larwalne to kopepodity (następne 5 linień). U form dojrzałych występuje wyraźny dymorfizm płciowy. Samce są mniejsze. Kilka gatunków pasożytów jest obojnaczych. Partenogeneza występuje tylko w rzędzie Harpacticodia.